# Терновий Дмитро Миколайович
Дмитро Терновий (нім. Dmytro Ternovyi; * 1969, м. Харків, Україна) — журналіст, драматург, актор, продюсер

## Біографія
В 1993 році закінчив філологічний факультет Харківського національного університету імені В. Н. Каразіна.
Служив в Армії.
З 1992 по 2010 рік працював журналістом — співробітничав з провідними засобами масової інформації України (Інтерфакс-Україна, Бізнес, Експерт-Україна та інші).
У 2006 році разом зі своєю дружиною Ольговою Терновою, поетом і режисером, створив «Театр на Жуках».
Першу свою п'єсу Дмитро Терновий написав в 22 роки. В 2010 з журналістики повернувся до драматургії, написав цілий ряд п'єс та інсценівок, частина з них були поставлені в Театрі на Жуках (We care a lot, «Пластилін світу», «Доротея»).
Терновий ініціатор міжнародного проекту «Театральне вікно в Європу», в рамках якого в Україну запрошує для обміну досвідом закордонні театри.
У 2013 році п'єса Тернового «Деталізація» перемогла в Австрії на Міжнародному конкурсі драматургів: «Говорити про кордони: життя в добу змін». Вона була названа найкращою серед 50 п'єс, представлених на закритий конкурс.